# Okres Lučenec
Der Okres Lučenec (deutsch Bezirk Lizenz) ist eine Verwaltungseinheit in der Mittelslowakei mit 68.623 Einwohnern (31. Dezember 2024, 2001 waren es 72.837, davon 49.266 (67,6 %) slowakisch, 20.072 (27,6 %) ungarisch) und einer Fläche von 825,6 km².
Historisch gesehen liegt der Bezirk zum größten Teil im ehemaligen Komitat Nógrád, ein kleiner Teil im Südosten um die Orte Šíd, Čamovce und Šurice gehört zum ehemaligen Komitat Gemer und Kleinhont (siehe auch Liste der historischen Komitate Ungarns).
2002 wurden die Gemeinden Nové Hony und Pinciná dem Okres zugeordnet; vorher waren sie Teil des Okres Poltár.

## Bevölkerung
| Jahr                | 1994   | 2004    | 2014    | 2024    |
| ------------------- | ------ | ------- | ------- | ------- |
| Anzahl der Personen | 73.470 | 73.287  | 74.401  | 68.623  |
| Unterschied         |        | −0,24 % | +1,52 % | −7,76 % |

| Jahr                | 2023   | 2024    |
| ------------------- | ------ | ------- |
| Anzahl der Personen | 69.018 | 68.623  |
| Unterschied         |        | −0,57 % |

## Städte
- Fiľakovo (Fileck)
- Lučenec (Lizenz)

## Gemeinden
| - Ábelová - Belina - Biskupice - Boľkovce - Budiná - Bulhary - Buzitka - Čakanovce - Čamovce - Divín (Diwein) - Dobroč - Fiľakovské Kováče - Gregorova Vieska - Halič - Holiša - Jelšovec - Kalonda - Kotmanová (Kottman) - Lehôtka | - Lentvora - Lipovany - Lovinobaňa - Lupoč - Ľuboreč - Mašková - Mikušovce - Mučín - Mýtna - Nitra nad Ipľom (Neutra) - Nové Hony - Panické Dravce - Píla - Pinciná - Pleš - Podrečany - Polichno - Praha - Prša | - Radzovce - Rapovce - Ratka - Ružiná - Stará Halič - Šávoľ - Šiatorská Bukovinka - Šíd - Šurice - Točnica - Tomášovce - Trebeľovce - Trenč (Törinz) - Tuhár - Veľká nad Ipľom - Veľké Dravce - Vidiná |

Das Bezirksamt ist in Lučenec, eine Zweigstelle in Fiľakovo.

## Kultur
In dem Artikel Denkmalgeschützte Objekte im Okres Lučenec findet man Informationen über die vom slowakischen Denkmalamt geschützten Objekte im Okres.